# Torre Scaligera
La torre Scaligera di Isola della Scala sorge sul fiume Tartaro ed è l'ultima testimonianza rimasta delle torri isolate con rivellino che facevano parte del Serraglio scaligero.

## Storia
La torre, ubicata ad ovest dell’antico nucleo abitato di Isola della Scala (Insula Scalarum), fu fatta erigere dagli Scaligeri nel XIV secolo a completamento del complesso sistema difensivo cosiddetto “Serraglio veronese” che, partendo dal Lago di Garda arrivava fino ad Ostiglia: un sistema di mura, castelli, torri isolate e fiumi che fungeva da protezione al territorio veronese dalle incursioni mantovane e milanesi.
Per la sua posizione strategica, sul guado del fiume Tartaro, e la natura paludosa del territorio circostante, costituiva un importante avamposto di difesa e controllo di uno dei passaggi obbligati sul fiume Tartaro lungo l’importante via di comunicazione che collegava il basso veronese al territorio mantovano.

## Struttura
La tipologia della fortificazione, costituita dalla torre con rivellino a camera, deriva dallo schema delle porte cittadine adottato dagli Scaligeri per la difesa delle mura magistrali di Verona e Vicenza. La parte centrale della struttura muraria è costituita da corsi di ciottoli alternati a laterizio, mentre le parti angolari sono costituite da mattoni ammorsati a dente di sega. La torre e il rivellino dotato di due ponti levatoi, risultano accostati senza alcun aggancio o ammorsamento ed erano entrambe munite di un coronamento di merli ghibellini di cui rimane ben poco.
L’interno della torre è suddiviso in 5 piani in cui alloggiavano i soldati, di cui il secondo e l’ultimo coperti con volte a botte a tutto sesto mentre gli altri erano dei soppalchi in legno. Le scale di comunicazione tra un piano e l’altro erano esterne e retrattili per impedire agli assalitori di raggiungere i piani più alti.
Una lapide, murata sopra il lato ovest del rivellino, testimonia il restauro della struttura muraria avvenuto nel 1839; in tale occasione venne anche ripristinato il ponte in muratura a tre arcate risalente all’epoca veneta.